# Komorní orchestr Jaroslava Kociana
Komorní orchestr Jaroslava Kociana je český komorní orchestr založený roku 1967 v Ústí nad Orlicí a pojmenovaný po houslovém virtuosovi a skladateli Jaroslavu Kocianovi.

## Historie
Historii orchestru od jeho vzniku do roku 2008 velmi podrobně mapuje bakalářská práce tehdejší členky orchestru Hany Štětinové.

### Vznik
Neplánovanému vzniku orchestru bezprostředně předcházel koncert na počest 60. narozenin ústeckého rodáka, violoncellisty Bohuše Herana. Program koncertu byl nacvičován od prosince 1966, koncert se uskutečnil se dne 6. února 1967 v Roškotově divadle v Ústí nad Orlicí. Hudebníci se posléze rozhodli hudební těleso (vzniklé původně pouze k tomuto jedinému vystoupení) zachovat. První zkouška orchestru se konala 3. dubna 1967 a zúčastnilo se jí 25 hráčů.

### Dirigenti
- 1967 – 1983 Antonín Šimeček[2][3]
- 1983 – dosud Bohuslav Mimra

### Ocenění
- 1999 Cena města Česká Třebová "Kohout" za provedení Händelovy Vodní hudby v Javorce (událost roku)[4]
- 2011 Grand Prix MHF Letohrad 2011[5]